# 理查德·伯恩斯坦 (记者)
理查德·伯恩斯坦（英語：Richard Bernstein，1944年5月5日—2025年3月31日），汉名白礼博，美国记者、专栏作家和作家。他曾是纽约时报的一位书评人以及時代雜誌和纽约时报的駐欧洲和亚洲的记者。

## 生平
理查德·伯恩斯坦出生於纽约市，並在康涅狄格州東哈丹姆的一个家禽农场长大。高中毕业后，他获得了康涅狄格大学历史学士学位和哈佛大学的历史和东亚语言硕士学位。 1971年移居台湾並学习汉语。 
1973年，伯恩斯坦成為時代雜誌一名工作人员並且寫了一些有關於亞洲的文章。 1979年，他前往中华人民共和国負責分社成立工作並且出任北京分社第一任社长。 1982年，他加入纽约时报並担任联合国分社社长、巴黎分社社社长、国家文化通讯员以及书评人和柏林分社社长。
伯恩斯坦的第一本书《从地球的中心：探寻中国的真相》 （From the Center of the Earth: The Search for the Truth About China，1982 年）被纽约时报评为“1982年度知名书籍”之一。《即将与中国发生冲突》 （The Coming Conflict with China，1997）被选为紐約時報“1997年度知名书籍”之一。
2025年4月1日，理查德·伯恩斯坦因胰臟癌於曼哈頓逝世，享年80歲。

## 作品
- From the Center of the Earth: The Search for the Truth About China (1982)
- Fragile Glory: A Portrait of France and the French (1990)
- Dictatorship of Virtue: Multiculturalism and the Battle for America's Future (1994)
- The Coming Conflict with China (1997), with Ross. H. Munro
- Ultimate Journey: Retracing the Path of an Ancient Buddhist Monk Who Crossed Asia in Search of Enlightenment (2001)
- Out of the Blue: The Story of September 11, 2001, from Jihad to Ground Zero (2002)
- The East, the West, and Sex: A History of Erotic Encounters (2009)
- A Girl Named Faithful Plum: The Story of a Dancer from China and How She Achieved Her Dream (2012)
- China 1945 (2014)

## 个人生活
伯恩斯坦住在纽约市布鲁克林的公园坡附近。他的妻子是中国古典舞者Zhongmei Li。 她在北京舞蹈学院學校了7年（1978-1984），并于1992年创立了总部位于纽约的Zhongmei Dance Company 。 他们的儿子Elias就读于史岱文森高中。 

## 外部鏈接
- Biography （页面存档备份，存于） at 兰登书屋
- Profile （页面存档备份，存于） at 纽约书评
- Articles （页面存档备份，存于） at The New York Times
- Interview （页面存档备份，存于） with Bold Type Magazine
- Interview （页面存档备份，存于） with 查理·羅斯
- C-SPAN內的頁面（英文）